# 趙永哲
趙永哲（조영철，1962—），北韓政治家，任職地方工業相、朝鮮勞動黨中央委員會候補委員及最高人民會議代議員。

## 生平
趙永哲於1962年生。趙永哲於2010年1月時還是龍城區某食品工廠的經理，至4月已被起用為食品日用品工業省的局長。兩個月後又迅速晉升為該部門的省長。同時，又以替補資格成為最高人民會議的代議員。此後，還入選黨中央委員會的候補委員名單。翌年，被任命為「朝鮮服協會」的會長。12月，最高領導人金正日離世，趙永哲被繼任人金正恩列為治喪委員會的成員之一。2012年11月，他成為國家體育指導委員會的委員。2014年3月的最高人民會議選舉中，趙永哲首次通過選舉的方式成為代議員。2019年3月，成功於最高人民會議選舉連任。一個月後，出任地方工業相。

## 資料來源
1. 1 2 3 4  .   [2014-05-01]. （原始内容存档于2014-05-02）.
2. ↑  "朝鮮高層人事變動"[永久] 《星洲日報》2010 6 8
3. ↑  . 統一新聞. 2019-03-12  [2019-03-13]. （原始内容存档于2019-03-13） （韩语）.
4. ↑  . 勞動新聞. 2019-04-12  [2019-04-12]. （原始内容存档于2019-04-12） （中文）.